# Amelia Calonge
Amelia Calonge García (Soria, 1960) es una geóloga y paleontóloga española, especialista en foraminíferos y en la divulgación y didáctica de la geología.

## Biografía
Amelia Calonge García se licenció en Ciencias Geológicas (1984) por la Universidad Complutense de Madrid (UCM) y obtuvo su doctorado en la especialidad de Paleontología en esta misma Universidad (1989)con la tesis Bioestratigrafía del Cenomaniense de la Cordillera Ibérica por foraminíferos bentónicos, dirigida por Manuel Segura Redondo y Álvaro García Quintana.
Está adscrita a la Universidad de Alcalá desde 1985 donde ha ocupado diferentes puestos. Desde 1998 es catedrática de escuela universitaria e imparte docencia en los grados de Magisterio, en el Máster Universitario en Formación del Profesorado de ESO, Bachillerato, Formación Profesional y Enseñanza de Idiomas y en el Máster Interuniversitario de Paleontología Avanzada.
Entre 2013 y 2019 fue decana de la Facultad de Educación de la Universidad de Alcalá de Henares.
Actualmente trabaja en didáctica de las ciencias experimentales y forma parte del grupo de investigación ICC Investiga, Crea, Construye de la Universidad de Alcalá con el objetivo de conectar las diferentes etapas educativas y el contacto con distintos campos de la ciencia.

## Olimpíada española de geología
Amelia Calonge es la creadora de las olimpiadas de geología en España (2010). Es la responsable de la organización del evento tanto a nivel provincial como nacional e internacional. Coordina al equipo responsable de las diferentes olimpiadas territoriales (a nivel de provincias y / o comunidades autónomas) y al grupo constituido por docentes de ESO y de Universidad  que forman la comisión organizadora. La fase territorial se realiza a nivel autonómico o provincial en los meses de enero y febrero del año en curso; la fase nacional se organiza al final del 2.º trimestre, y a ella concurren los ganadores de la fase territorial. Los ganadores compiten en la International Earth Science Olympiad (IESO) anual, de la que Amelia Calonge es council member.
Desde 2018 el éxito creciente de estas olimpiadas desembocó en la decisión del Ministerio de Educación de otorgarles la misma consideración que las olimpíadas de física, química, matemáticas, biología, geología, economía e informática e incluirlas entre los premios nacionales anuales correspondientes a cada una de esas áreas científicas.

## Premios y reconocimientos
- Distinguida como colegiada de honor del Ilustre Colegio Oficial de Geólogos (2010).[3]
- Ganó el primer premio en la final del Programa Ciencia en Acción (Cosmocaixa de Barcelona, 2014).
- Reconocimiento por su labor otorgado por la Cátedra UNESCO de Educación Científica para América Latina y El Caribe (2019).
- Premio INNOVA-UCM al Proyecto “Geodivulgar: Geología y Sociedad” en la convocatoria de Proyectos de Innovación del Vicerrectorado de Calidad (2019 -2020).[9]